# Municipio de Turicato
El municipio de Turicato es uno de los 113 municipios en que se encuentra dividido el estado mexicano de Michoacán de Ocampo. Está ubicado al sureste del estado y su cabecera es la localidad de Turicato.

## Geografía
El municipio de Turicato se encuentra localizado en la región denominada como la Tierra Caliente; tiene una extensión territorial de 1546.27 kilómetros cuadrados que representan el 2.62 % de la totalidad del estado, sus coordenadas extremas son 18°41′-19°12′ de latitud norte y 101°11′-101°39′ de longitud oeste y su altitud fluctúa entre un máximo de 2400 y un mínimo de 400 metros sobre el nivel del mar.
Limita al este con el municipio de Carácuaro; al noreste con el municipio de Nocupétaro; al noroeste con el municipio de Ario; al norte con el municipio de Tacámbaro; al oeste con el municipio de La Huacana; al sureste con el municipio de Huetamo; y al suroeste con el municipio de Churumuco.
Forma parte de la región socioeconómica VIII Tierra Caliente, junto con los municipios de Carácuaro, Huetamo, Madero, Nocupétaro, San Lucas y Tacámbaro.

## Demografía
De acuerdo a los resultados del Censo de Población y Vivienda realizado en 2020 por el Instituto Nacional de Estadística y Geografía la población total del municipio de Turicato es de 29 056 habitantes, de los cuales 14 143 son hombres y 14 913 son mujeres.

### Localidades
En el censo de 2020 el municipio de Turicato contaba con 282 localidades.
| Código INEGI      | Localidad                | Población (2020) |
| ----------------- | ------------------------ | ---------------- |
| 160970158         | Puruarán                 | 6 845            |
| 160970074         | Nueva Jerusalén          | 2 151            |
| 160970001         | Turicato                 | 2 075            |
| 160970060         | El Cahulote de Santa Ana | 2 036            |
| 160970082         | Los Hacheros             | 1 059            |
| Otras localidades | Otras localidades        | 14 890           |
| Total municipal   | Total municipal          | 29 056           |

## Política
El municipio de Turicato fue creado por vez primera el 10 de diciembre de 1831, sin embargo, en 1888 fue suprimido e incorporado al municipio de Tacámbaro con el carácter de tenencia, finalmente fue restablecido como municipio el 9 de marzo de 1932.
El gobierno del municipio le corresponde como en todos los municipios de México, al Ayuntamiento electo mediante voto universal, directo y secreto para un periodo de tres años no reelegibles para el periodo inmediato pero si de forma no continua y está conformado por el presidente municipal, un síndico y el cabildo integrado por siete regidores, cuatro electo por mayoría y tres por el principio de representación proporcional; todos comienzan a ejercer su cargo el día 1 de septiembre del año siguiente a su elección. 

### Subdivisión administrativa
El gobierno interior de los municipios corresponde a los jefes de tenencia y a los encargados del orden que son electos por plebiscito para un periodo de tres años, en Turicato existen una jefatura de tenencia.

### Representación legislativa
Para la elección de diputados al Congreso de Michoacán y a la Cámara de Diputados, el municipio de Turicato se encuentra integrado en los siguientes distritos electorales:
Local:
- Distrito electoral local 19 de Michoacán con cabecera en la ciudad de Tacámbaro de Codallos.[10]

Federal:
- Distrito electoral federal 11 de Michoacán con cabecera en la ciudad de Pátzcuaro.[11]

### Presidentes municipales
- (1940): Pedro Barajas
- (1941): Luis Silva Barajas
- (1942): Eustacio Borja Gutiérrez
- (1943): Benito Armenta Moreno
- (1944): J. Jesús Duran Díaz
- (1945): Agustín Barajas de la Cruz
- (1946): Timoteo Barajas Valdez
- (1947): Rómulo Sierra Calderón
- (1948): José Guízar Nuñez
- (1949): Elpidio Lomelí
- (1950): Rosario Vargas
- (1951): Elpidio Pérez Orozco
- (1952-1953): Rómulo Sierra Calderón
- (1957-1959): Benito Armenta Moreno
- (1960): Serafín Almonte
- (1963-1965): Pedro Ponce Ambriz
- (1963-1965): Constantino Gutiérrez García
- (1966-1968): Hermilo Luna Piedra
- (1969-1971): Raúl Magaña Armenta
- (1972-1974): Manuel González Orozco
- (1975-1977): Crescencio Barajas Magaña
- (1978-1980): Sigifredo Sierra Pérez
- (1981-1983): Carlos Magaña López
- (1984-1986): Octavio García Sierra
- (1987-1989): Carlos Villanueva Ambriz
- (1990): Ramiro Chávez Páramo
- (1992): Conrado Anaya
- (1993-1995): Everardo Reyes Cedeño
- (1996-1998): Pedro Reyes Cedeño
- (1999 - 2001): Gabriel Ruiz Romero
- (2002 - 2004): Salvador Barrera Medrano
- (2005 - 2007): José Vázquez Piedra
- (2008 - 2011): Everardo Cruz García
- (2011 - 2014): Salvador Barrera Medrano
- (2015 - 2018): Maria Gisela Vásquez Alanís
- (2018-2021): Elías Sánchez García